# Хандсурен Оюнбилег
Хандсуренгийн (Хандсурен) Оюнбилег (монг. Хандсурэнгийн Оюунбилэг; род. 9 января 1966 года, Эрдэнэбулган, МНР) — бывший монгольский футболист, вратарь, член национальной сборной. Мастер спорта Монголии (2015). По состоянию на август 2021 года — самый возрастной играющий профессиональный футболист. 21 сентября суринамец Ронни Брюнсвийк сыграл официальный матч в возрасте 60 лет.

## Биография
Родился 9 января 1966 года в Эрдэнэбулгане. Когда ему было три года, он вместе с семьёй переехал в Улан-Батор. Футбольную карьеру начал в клубе «Замчин» в пятнадцатилетнем возрасте, его первым тренером был Тумэнбаяр. Хандсурен выступал за «Эрчим» в первые годы после реорганизации команды, а завершил свою профессиональную карьеру в клубе «Отгон-Од» в 30-летнем возрасте, дойдя с ним до финала кубка Монголии. Голкипер также играл за национальную сборную Монголии.
В 2000 году в составе команды «Дельта» он выиграл кубок мира среди любителей. С 2012 года Хандсурен выступает за коллектив ветеранов «Эрчима». В 2016 году он возобновил профессиональную карьеру и был заявлен клубом «Жипро» на чемпионат Монголии в качестве третьего вратаря, однако дебютировал за него только спустя четыре года (за это время его коллектив успел объединиться с командой «Сумида» в «Сумида-Жипро»).
Из-за эпидемии травм в «Сумида-Жипро» Хандсурен вышел на замену в качестве защитника 12 сентября 2020 года в матче монгольской премьер-лиги против «Улан-Батора». Появившись на поле на 86-й минуте, Хандсурен успел отметиться грубым фолом и несколькими удачными отборами. Выступление в этом матче (в возрасте 54 лет, 8 месяцев и 3 дней) позволило ему превзойти рекорд японца Кадзуёси Миуры и стать самым возрастным играющим профессиональным футболистом в мире по состоянию на август 2021 года.

## Достижения

### Командные
- Финалист Кубка Монголии (1): 1996
- Чемпион мира среди любителей (1): 2000
- Чемпион Монголии среди ветеранов (1): 2019

### Личные
- Самый возрастной играющий профессиональный футболист в мире[7] по состоянию на август 2021 года.